# Естель Гізар
Естель Гізар (фр. Estelle Guisard; нар. 5 квітня 1989) — колишня французька тенісистка.
Завершила кар'єру 2015 року.

## Гра за національну збірну

### Юніорський Кубок Федерації: 1 (1 поразка)
| Результат | Дата     | Турнір                                         | Покриття | Партнерки               | Суперниці                                                | Рахунок |
| --------- | -------- | ---------------------------------------------- | -------- | ----------------------- | -------------------------------------------------------- | ------- |
| Поразка   | Жов 2005 | Юніорський Кубок Федерації, Барселона, Іспанія | Ґрунт    | Алізе Корне Ноемі Шарль | Уршуля Радванська Агнешка Радванська Максиміляна Вандель | 0–2     |